# Данкерат
Данкерат (њем. Dankerath) општина је у њемачкој савезној држави Рајна-Палатинат. Једно је од 74 општинска средишта округа Арвајлер. Према процјени из 2010. у општини је живјело 83 становника. Посједује регионалну шифру (AGS) 7131015.

## Географски и демографски подаци
Данкерат се налази у савезној држави Рајна-Палатинат у округу Арвајлер. Општина се налази на надморској висини од 460 метара. Површина општине износи 3,3 km². У самом мјесту је, према процјени из 2010. године, живјело 83 становника. Просјечна густина становништва износи 25 становника/km².